# Wewaii
Wewaii war ein kostenloses Browserspiel, in dem ein Strandhotel aufgebaut und gepflegt werden musste. Die Handlung spielte in der Gegenwart und in Echtzeit.

## Geschichte
Das Spiel wurde entwickelt von TG Nord, einer Tochtergesellschaft von Travian Games. Am 1. Mai 2009 startete die Open Beta Version, am 5. August 2009 ging das Spiel offiziell online. Es gab mehrere Versionen, zum Beispiel Deutsch, International und Niederlande. Zum 30. April 2014 wurde das Spiel eingestellt. Mit der Neuauflage Aloha Paradise Hotel wurde das Hotelmanager-Spiel seit 9. April 2014 weitergeführt, nachdem der Wunsch der Community so hoch war. Aloha Paradise Hotel wurde jedoch auch eingestellt (Ende März 2019).

## Spielbeschreibung
Der Spieler startete mit einem komplett vermüllten Strandabschnitt. Seine erste Aufgabe war die Entfernung des Mülls, um anschließend verschiedene Gebäude zu errichten (Wohngebäude, Attraktionen, Deko). Durch Urlauber erhielt er Einkünfte in Form von Muscheln. Die Urlauber waren unterschiedlich anspruchsvoll (1 Stern bis 5 Sterne) und haben jeweils besondere Wünsche. Je zufriedener die Hotelgäste waren, desto höher war das Einkommen des Spielers. Die Urlauber verteilten zudem, wie in Rollenspielen, Erfahrungspunkte. Hatte der Spieler genug Erfahrungspunkte gesammelt, stieg er in ein höheres Level auf und konnte damit sein Hotel aufwerten.
Jeden Tag erhielt der Spieler 24 sogenannte Spontipunkte, mit denen er Attraktionen starten oder manche Gebäude kurzzeitig mit speziellen Fähigkeiten aufwerten konnte. Die Spieler konnten für reales Geld sogenannte Perlen kaufen, die verschiedene Vorteile boten.

## Auszeichnungen
Das Spiel wurde 2010 mit dem Deutschen Computerspielpreis in der Kategorie Bestes Browsergame ausgezeichnet.